# Blatná Polianka
Blatná Polianka (hongrois : Sárosmező) est un village de Slovaquie situé dans la région de Košice.

## Histoire
Première mention écrite du village en 1417.

## Démographie

### Évolution de la population
| Année:               | 1994. | 2004.   | 2014.   | 2024.   |
| -------------------- | ----- | ------- | ------- | ------- |
| Nombre de personnes: | 190   | 173     | 167     | 172     |
| Différence:          |       | -8,94 % | -3,46 % | +2,99 % |

| Année:               | 2023. | 2024.   |
| -------------------- | ----- | ------- |
| Nombre de personnes: | 177   | 172     |
| Différence:          |       | -2,82 % |

## Politique
| Nom           | Parti politique | Date de l'élection | Fin du mandat |
| ------------- | --------------- | ------------------ | ------------- |
| Michal Kontra | SMER            | 02.12.2006         | Déc. 2010     |